# Ciril Stanič
Ciril Stanič, slovenski gradbenik, urbanist in publicist, * 24. julij 1904, Kanal ob Soči, † 3. oktober 2003, Ljubljana.
Leta 1925 je končal Tehnično srednjo šolo v Ljubljani, nato pa deloval v številnih projektnih birojih, bil je direktor Mestnega tesarstva, Državnih posestev na Ljubljanskem barju, Uprave cest MLO Ljubljana. Med letoma 1946 in 1948 je sodeloval pri obnovi objektov v Črni gori, sicer pa je avtor preko 350 projektov, med katere sodijo tudi prenove slovenskih planinskih postojank, projektiranje Telovadnega doma Trnovo (Partizan Trnovo, danes Dom Cirila Staniča), hotel v Kolašinu ipd. Bil je član in častni član več športnih društev. 